# Hotel Tryp Habana Libre
Hotel Tryp Habana Libre — один из крупнейших отелей на Кубе в Ведадо, Гавана. В отеле 572 номера на 25 этажах. Расположен по адресу Calle 23.

## История
Отель был построен как Habana Hilton (исп. Гавана Хилтон) за 24 млн долларов, под личным руководством президента Кубы — Фульхенсио Батиста, находился под управлением американской группы отелей Hilton Hotels и неофициально контролировался мафиозо Санто Трафиканте-младший из Тампы (Флорида). Отель был спроектирован известным архитектором из Лос-Анджелеса Уэлтоном Беккетом, который раньше оформлял The Beverly Hilton (англ. Беверли-Хилтон), в сотрудничестве с гаванскими архитекторами Лин Арройо и Габриела Менендес. Был построен работниками по контракту через пенсионный план Союза кубинских предприятий и работников общественного питания, управлялся Frederick Snare Corporation. Лин Арройо являлся министром общественных работ, назначенный Батистой.
Начало празднования открытия отеля началось 19 марта 1958 года. Отель и его персонал были максимально подготовлены к открытию, на которое был запланирован масштабный банкет. На банкет было приглашено достаточно много известных людей и деятелей. Среди них были Марта Фернандес Миранда де Батиста, жена президента Кубы; Хосе Суарес Ривас, министр труда; Эусебио Муджал (порт. Eusebio Mujal); Франсиско Агирре Видауррета, влиятельный член олигархии в Кубе; и другие личности, связанные с правительством и туризмом.
Открыт 22 марта 1958 года, как самый большой отель на Кубе, в присутствии основателя сети Конрада Хилтона. В нём был открыт ресторан Trader Vic’s, а также казино, ночной клуб, бассейн и бар на крыше. Все сотрудники, принимаемые на работу в отель, подвергались испытательному сроку в четыре месяца с возможностью повышения.
После победы Кубинской революции в январе 1959 года оказалось, что на строительство отеля были израсходованы деньги из пенсионного фонда американского профсоюза поваров и барменов.
8 января 1959 года, после вступления на пост главы Фиделя Кастро, отель стал его штаб-квартирой. Кастро проживал и работал там три месяца в комнате номер 2324, на 22 этаже. На протяжении этого времени он проводил в отеле пресс-конференции, встречи с руководителями республики и давал интервью. Казино по всему городу были временно закрыты, но протесты работников привели к их открытию в феврале.
В дальнейшем, отношения между США и Кубой стали ухудшаться, с середины 1959 года США начали проводить враждебную политику. Но отель продолжал свое функционирование до октября 1960 года, когда все американские отели на Кубе были национализированы, а казино закрыты. Отель был затем переименован в Hotel Habana Libre (исп. Отель Гавана Либре).
Отель в первые годы кубинской революции терял позиции по посещаемости. Некоторое время 18 этаж отеля занимало первое на Кубе посольство СССР. В 1960-х годах Habana Libre работал в составе Национального института туризма (INTUR) целью которого было провозглашена деятельность по созданию более доступных отелей, клубов и пляжей.
В 1974 году началось восстановление международного туризма на Кубе. Habana Libre со времени его национализации претерпел немало изменений, среди них: создание магазина для туристов, администрируемый Cubatur Company, офис которой находился напротив отеля, были оборудованы гостиные для национальной и международной прессы. Начиная с 1982 года начались реставрационные работы. Помещения Antilles Bar и зала Siboney были увеличены, а последний в свою очередь оказывал услуги и поддержку XIV Играм Центральной Америки и Карибского бассейна. После окончания игр Siboney стал работать как ресторан с креольской едой. В тот же день был восстановлен ресторан Polinesio.
В 1990-х годах во время пика поднятия уровня туризма на Кубе отель работал с Gran Caribe Hotel Group, совместно с Spanish Guitar Hotels Group.
В 1996 году испанская сеть отелей Sol Meliá Hotel Group в сотрудничестве с кубинским правительством взяла на себя управление отелем. Он был помещен в сеть городских отелей и переименован в Hotel Tryp Habana Libre. Отель был повторно отреставрирован между 1996 и 1997 годами. Среди основных моментов работы было восстановление огромного оригинального панно художницы Амелии Пелаэса над главным входом, которое многие десятилетия было спрятано от глаз общественности. Отель открыл своим двери снова в декабре 1997 года с множеством косметических улучшений и работой Альфредо Сосабраво, расположенной над входом в буфет-ресторан; клепсидрой (водяными часами) в лобби отеля — работа Риты Лонга, кубинского скульптора.

## Знаменитые гости
- Че Гевара и Фидель Кастро — командующие Кубинской революцией[31];
- Сальвадор Альенде — президент Чили с 1970 года;
- Ричард Пирс — самый высокопоставленный американский военный перебежчик за всю историю Холодной войны;
- Валентина Терешкова — первая женщина-космонавт;
- Элизабет Тейлор — британско-американская актриса кино, театра и телевидения;
- Сара Монтьель — испанская киноактриса и эстрадная фолк-певица;
- Камило Сьенфуэгос — кубинский революционер;
- Кантинфлас — мексиканский комический актёр, сценарист и продюсер.

## Галерея
- Hotel Tryp Habana Libre
- Hotel Tryp Habana Libre - вестибюль
- Hotel Tryp Habana Libre, вид из Парка Коппелия
- Восстановленная фреска Амелия Пелаеса над главным входом
- Hotel Tryp Habana Libre
- Hotel Tryp Habana Libre
- Hotel Habana Libre, 1973 год
- Главный вход Hotel Tryp Habana Libre
- Общественный автобус Гаваны возле фрески Амелия Пелаеса
- Фреска Амелия Пелаеса над главным входом
- Фреска Амелия Пелаеса над главным входом
- Вид на район Ведадо и сам отель

## Внешние ссылки
- Портал Куба на Википедии
- Sol Meliá Cuba - Habana Libre - отель на официальном сайте Sol Meliá Cuba
- Hotel Habana Libre.com - фан-сайт отеля
- Строительство Hotel Habana Libre, 1958 на YouTube